# Roman Machnicki

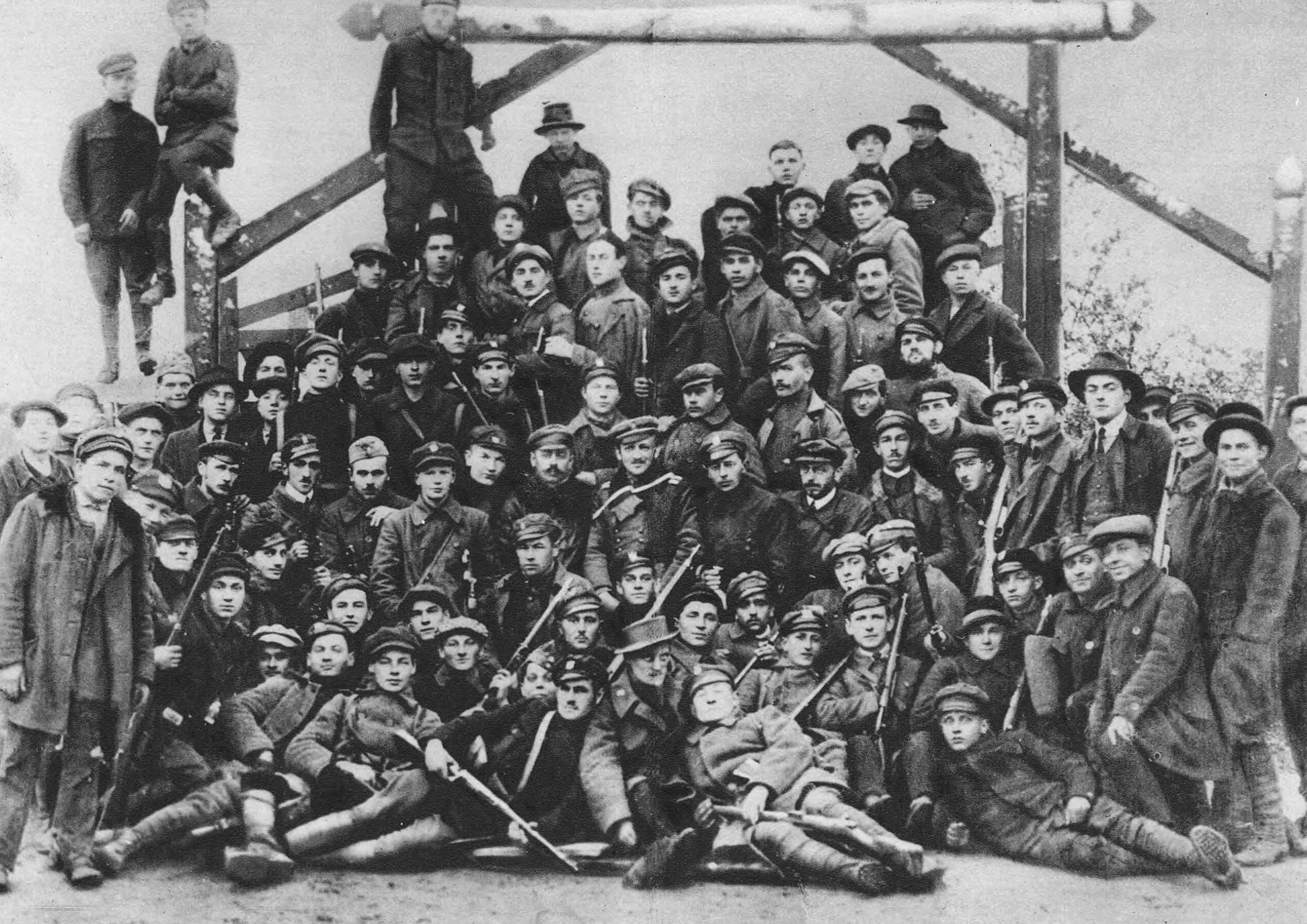
Grupa Obrońców Zagłębia Naftowego w Borysławiu w listopadzie 1918. W środku siedzi Roman Machnicki

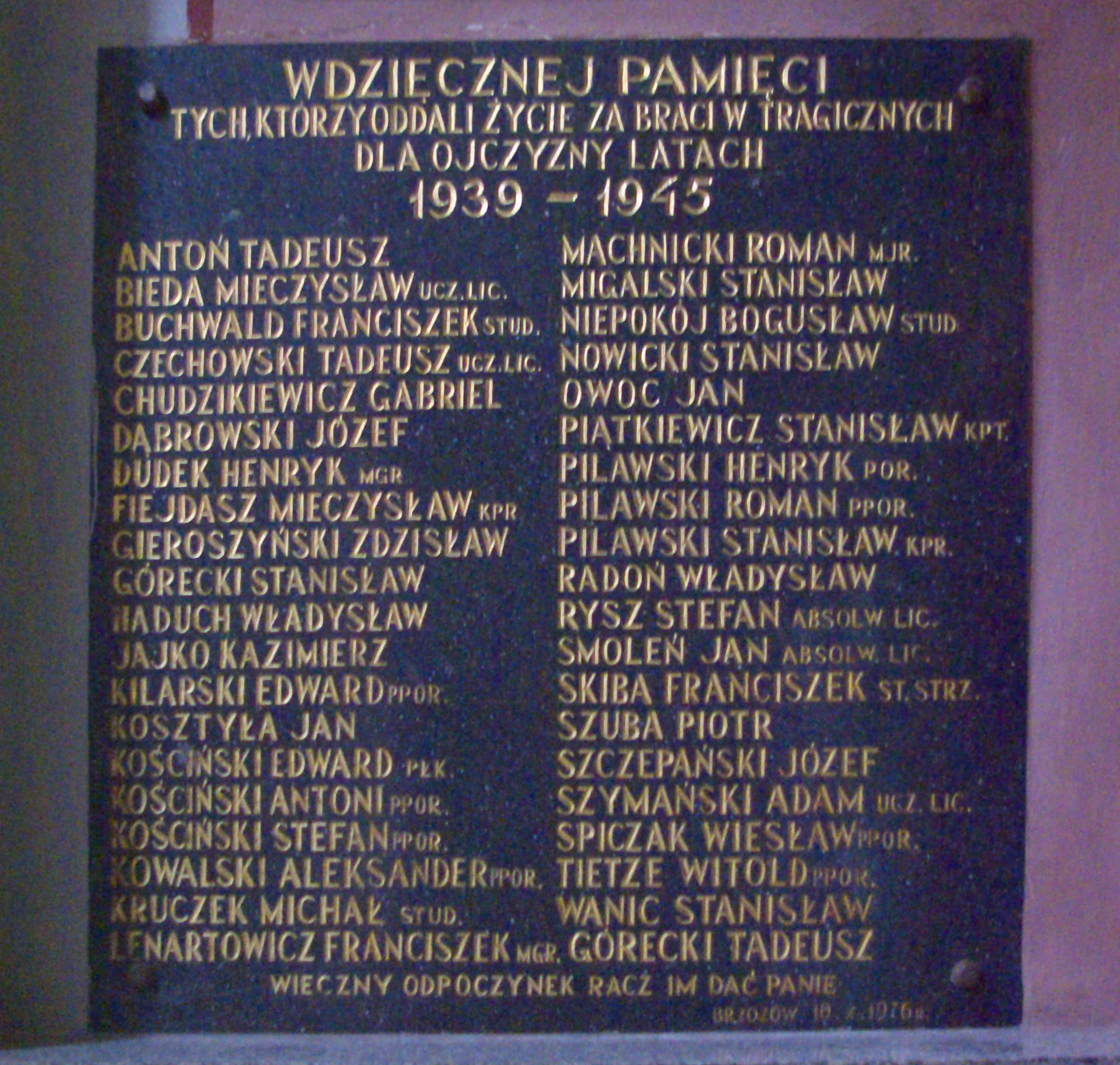
Tablica upamiętniająca w brzozowskiej kolegiacie

Roman Ludwik Machnicki (ur. 24 lipca 1889 w Radomiu, zm. w lipcu 1943 w Warzycach) – major kawalerii Wojska Polskiego, działacz niepodległościowy i społeczny, kawaler Orderu Virtuti Militari, oficer Armii Krajowej, inżynier, przemysłowiec branży naftowej, burmistrz Borysławia.

## Życiorys
Urodził się 24 lipca 1989 w Radomiu, w rodzinie Ewarysta i Franciszki z Hantzów. Uczył się w gimnazjum i Szkole Handlowej w rodzinnym Radomiu. Podczas rewolucji 1905 roku w Królestwie Polskim, od 1905 do 1907 należał do Organizacji Bojowej PPS. Został członkiem „uczniowskiej piątki bojowej”. Piątką kierował Wacław Zbrowski ps. „Braciszek”, a w jej skład wchodzili także: Jan Gruszczyński, Jerzy Pieczynis, Stefan Rodkiewicz, Stanisław Werner (wszyscy z „handlówki”) i Teodor Latomski. Od 1908 do 1912 odbył studia na Wydziale Chemiczno–Technicznym Szkoły Politechnicznej we Lwowie. Był członkiem Związku Walki Czynnej i Związku Strzeleckiego.
Po wybuchu I wojny światowej wstąpił do Legionów Polskich zostając żołnierzem jazdy w sierpniu 1914. Od 27 sierpnia 1914 był zastępcą dowódcy plutonu, a później został dowódcą plutonu w szwadronie por. Władysława Beliny-Prażmowskiego. Był awansowany do stopni podporucznika kawalerii 9 października 1914 i do stopnia porucznika 1 grudnia 1915. Od 1 stycznia 1916 był dowódcą szwadronu w 2 pułku ułanów. Po kryzysie przysięgowym, został aresztowany przez Austriaków w Borysławiu i był więziony przez cztery miesiące. Po odzyskaniu wolności w tym mieście był komendantem tamtejszej jednostki Polskiej Organizacji Wojskowej. U kresu wojny 1 listopada 1918 uczestniczył w rozbrajaniu borysławskiego garnizonu wojskowego i dowodził obroną miasta po wybuchu wojny polsko-ukraińskiej. Z 9 na 10 listopada 1918 wraz z oddziałem wyszedł z Borysławia i przeszedł do Sanoka
Od maja 1919 do 18 marca 1921 pełnił stanowisko zastępcy dowódcy 9 pułku ułanów podczas wojny polsko-bolszewickiej. Został awansowany do stopnia majora kawalerii 15 lipca 1920. Po wojnie przeniesiony do rezerwy 18 marca 1921. Później zweryfikowany do stopnia majora rezerwy kawalerii ze starszeństwem z dniem 1 czerwca 1919. W 1923, 1924 pozostawał oficerem rezerwowym macierzystego 9 pułku ułanów.
Po wojnie ukończył studia na Politechnice Lwowskiej. Jako inżynier podjął pracę w przedsiębiorstwach wydobycia kopalin ziemnych. Został zatrudniony w spółce akcyjnej „Gazolina” w Drohobyczu, gdzie przez lata był dyrektorem technicznym. Po odejściu z „Gazoliny” prowadził wspólnie z inż. Pawłem Lenieckim działalność przedsiębiorczą w branży naftowej, ukierunkowaną na obrót szybami naftowymi, dzierżawę, a także odwierty i eksploatację. Był działaczem Związku Polskich Przemysłowców Naftowych, Izby Przemysłowo-Handlowej we Lwowie, Związku Strzeleckiego. 18 listopada 1928 został wybrany delegatem do rady Powiatowej Kasy Chorych w Drohobyczu. Został wybrany na urząd burmistrza Borysławia. W czasie jego urzędowania dokonywano poprawy instrastruktury miasta, np. budowano chodniki dla pieszych, odnawiano budynki, stworzono ujęcie wody i wodociąg miejski. Został wówczas także przewodniczącym Gminy Chrześcijańskiej w Borysławiu W 1930 był założycielem Fundacji Chrześcijańskiej gminy miasta Borysławia i do sierpnia 1937 pełnił funkcję jej kuratora. Na skutek nieprzychylnych działań osób w Borysławiu i wynikłych intryg zrezygnował z działalności społecznej w Borysławiu, podobnie jak wcześniej w podobnych okolicznościach odszedł ze spółki „Gazolina”. Do 1939 zamieszkiwał w Borysławiu przy ulicy Juliusza Słowackiego i był wspólnikiem kopalni nafty, spółki.
Po wybuchu II wojny światowej zmobilizowany brał udział w kampanii wrześniowej. Po nastaniu okupacji niemieckiej działał w Związku Walki Zbrojnej i w Armii Krajowej. Poniósł śmierć z rąk Niemców w lipcu 1943 w Warzycach.
Roman Machnicki 24 września 1911 ożenił się z Antoniną z Sygietyńskich (1892–1960), z którą miał córkę Zofię Krystynę (1913–2002), zamężną z Wojciechem Fangorem i syna Jerzego (ur. 7 stycznia 1915).

## Upamiętnienie
Około 1915 portret Romana Machnickiego w mundurze oficera legionów wykonał malarz Jan Rembowski.
Roman Machnicki został upamiętniony w Brzozowie: jego nazwisko zostało wymienione wśród upamiętnionych ofiar II wojny światowej, ustanowionej 10 października 1976 w kościele Przemienienia Pańskiego w Brzozowie oraz na tablicy pomnika na cmentarzu wojennym.

## Ordery i odznaczenia
- Krzyż Srebrny Orderu Virtuti Militari nr 5393[21]
- Krzyż Niepodległości z Mieczami – 2 sierpnia 1931 „za pracę w dziele odzyskania niepodległości”[22]
- Krzyż Walecznych dwukrotnie[2]
- Złoty Krzyż Zasługi[2]
- Medal Pamiątkowy za Wojnę 1918-1921[2]
- Medal Dziesięciolecia Odzyskanej Niepodległości[2]